# Liste der Monuments historiques in Remiremont
Die Liste der Monuments historiques in Remiremont führt die Monuments historiques in der französischen Gemeinde Remiremont auf.

## Liste der Immobilien
| Bezeichnung                        | Beschreibung                                                                   | Standort                                       | Kennzeichnung | Schutzstatus | Datum | Bild           |
| ---------------------------------- | ------------------------------------------------------------------------------ | ---------------------------------------------- | ------------- | ------------ | ----- | -------------- |
| Hôtel de Ville                     | ehemaliger Palais der Äbtissinnen; 1752 erbaut, Entwurf Jean-Nicolas Jennesson | Place de Mesdames (Lage)                       | PA00107257    | Inscrit      | 1965  | weitere Bilder |
| Amphitritebrunnen                  | aus der ersten Hälfte des 18. Jahrhunderts                                     | im Parc Monseigneur Rodhain (Lage)             | PA00107254    | Classé       | 1966  | weitere Bilder |
| Neptunbrunnen                      | aus der ersten Hälfte des 18. Jahrhunderts                                     | im Parc Monseigneur Rodhain (Lage)             | PA00107254    | Classé       | 1966  | weitere Bilder |
| Brunnen                            | 1828 angelegt                                                                  | Rue de la Xavée (Lage)                         | PA88000001    | Inscrit      | 1996  | weitere Bilder |
| Brunnen Les Dauphins               | 1828 angelegt                                                                  | Place du Maréchal-de-Lattre-de-Tassigny (Lage) | PA88000001    | Inscrit      | 1996  | weitere Bilder |
| Brunnen Le Cygne                   | zwischen 1845 und 1852                                                         | 64 rue Charles-de-Gaulle (Lage)                | PA88000001    | Inscrit      | 1996  | weitere Bilder |
| Kapuzinerbrunnen                   | 1829 angelegt                                                                  | 93 rue Charles-de-Gaulle (Lage)                | PA88000001    | Inscrit      | 1996  | weitere Bilder |
| Brunnen mit zwei Becken            | 1829 angelegt                                                                  | 113 rue Charles-de-Gaulle (Lage)               | PA88000001    | Inscrit      | 1996  |                |
| Brunnen                            | 1828 angelegt                                                                  | Rue Maucervelle (Lage)                         | PA88000001    | Inscrit      | 1996  | weitere Bilder |
| Ölbergbrunnen                      | aus dem dritten Viertel des 19. Jahrhunderts                                   | Place de Mesdames (Lage)                       | PA88000001    | Inscrit      | 1996  |                |
| Brunnen                            | 1828 angelegt                                                                  | Place de Mesdames (Lage)                       | PA88000001    | Inscrit      | 1996  |                |
| Chapelle de la Madeleine           | aus dem 17. und 18. Jahrhundert                                                | Route de Bussang (Lage)                        | PA00107345    | Inscrit      | 1991  | weitere Bilder |
| Denkmal des Freiwilligen des An II | 1899 errichtet, Bildhauer Paul-François Choppin                                | Rue de la Xavée (Lage)                         | PA88000002    | Inscrit      | 1996  | weitere Bilder |
| Abtei Remiremont                   | ehemalige Stiftskirche St-Pierre, ab dem 11. Jahrhundert, mit Hallenkrypta     | Place de l’Abbaye (Lage)                       | PA00107253    | Classé       | 1983  | weitere Bilder |
| Hospital Ste-Béatrix               | Portal mit Skulpturennische, um 1721                                           | Rue Georges Lang (Lage)                        | PA00107255    | Inscrit      | 1974  | weitere Bilder |

## Liste der Objekte
| Bezeichnung                                                             | Beschreibung                                                                     | Standort                                      | Kennzeichnung | Schutzstatus   | Datum | Bild           |
| ----------------------------------------------------------------------- | -------------------------------------------------------------------------------- | --------------------------------------------- | ------------- | -------------- | ----- | -------------- |
| Skulpturale Kirchenausstattung                                          | im Chorraum, am Hauptaltar und den Seitenaltären; Marmor, 18. Jahrhundert        | in der Stiftskirche St-Pierre (Lage)          | PM88000751    | Classé         | 1905  |                |
| Konsole                                                                 | Holz, vergoldet, marmor, 18. Jahrhundert                                         | in der Stiftskirche St-Pierre (Lage)          | PM88000755    | Classé         | 1907  |                |
| Gemälde Heiliger Romarich                                               | Ölfarbe auf Leinwand, 18. Jahrhundert                                            | im Hôpital Sainte-Béatrix (Lage)              | PM88000763    | Classé         | 1968  |                |
| Acht Arzneigefäße                                                       | Fayence, 18. Jahrhundert                                                         | im Hôpital Sainte-Béatrix (Lage)              | PM88000773    | Classé         | 1968  |                |
| 20 Arzneigefäße                                                         | Fayence, 18. Jahrhundert                                                         | im Hôpital Sainte-Béatrix (Lage)              | PM88000783    | Classé         | 1968  |                |
| Gemälde Porträt von Karl Alexander von Lothringen                       | Ölfarbe auf Leinwand, 1743 von Charles Marotte; Kopie nach Jacques van Schuppen  | im Hôtel de Ville (Lage)                      | PM88000786    | Classé         | 1968  |                |
| Skulptur Notre-Dame du Trésor                                           | Holz, 11. Jahrhundert                                                            | in der Stiftskirche St-Pierre (Lage)          | PM88000754    | Classé         | 1907  | weitere Bilder |
| Gemälde Beatrix Hieronyma von Lothringen zu Füßen des heiligen Romarich | Ölfarbe auf Leinwand, vergoldeter Holzrahmen, Anfang des 18. Jahrhunderts        | im Hôpital Sainte-Béatrix (Lage)              | PM88000759    | Classé         | 1968  |                |
| Gemälde Heilige Beatrix                                                 | Ölfarbe auf Leinwand, vergoldeter Holzrahmen, Anfang des 18. Jahrhunderts        | im Hôpital Sainte-Béatrix (Lage)              | PM88000767    | Classé         | 1968  |                |
| Chorschranke                                                            | Schmiedeeisen, vergoldet, 18. Jahrhundert                                        | im Hôpital Sainte-Béatrix (Lage)              | PM88000768    | Classé         | 1968  |                |
| Arzneigefäß                                                             | Fayence, 18. Jahrhundert                                                         | im Hôpital Sainte-Béatrix (Lage)              | PM88000777    | Classé         | 1968  |                |
| Zwei Arzneigefäße                                                       | Fayence, 18. Jahrhundert                                                         | im Hôpital Sainte-Béatrix (Lage)              | PM88000778    | Classé         | 1968  |                |
| Vier Gemälde: Porträts von Kanonissinnen                                | Pastellkreide auf Papier, vergoldete Holzrahmen, 1775                            | im Hôtel de Ville (Lage)                      | PM88000788    | Classé         | 1968  |                |
| Chorgestühl und Lesepult                                                | Holz, 18. Jahrhundert                                                            | in der Stiftskirche St-Pierre (Lage)          | PM88000797    | Classé         | 1972  |                |
| Kirchengestühl                                                          | Holz, 18. Jahrhundert                                                            | in der Stiftskirche St-Pierre (Lage)          | PM88000798    | Classé         | 1972  |                |
| Reliquienschrein                                                        | Holz, vergoldet, Messing, 17. Jahrhundert                                        | in der Stiftskirche St-Pierre (Lage)          | PM88000753    | Classé         | 1907  |                |
| Gemälde Heiliger Karl Borromäus                                         | Ölfarbe auf Leinwand, 18. Jahrhundert                                            | im Hôpital Sainte-Béatrix (Lage)              | PM88000764    | Classé         | 1968  |                |
| Gemälde Jesuskind und Johannesknabe spielen miteinander                 | Ölfarbe auf Leinwand, vergoldeter Holzrahmen, Anfang des 18. Jahrhunderts        | im Hôpital Sainte-Béatrix (Lage)              | PM88000765    | Classé         | 1968  |                |
| Mörser                                                                  | Bronze, 1753 gegossen                                                            | im Hôpital Sainte-Béatrix (Lage)              | PM88000769    | Classé         | 1968  |                |
| Sieben Arzneigefäße                                                     | Fayence, 18. Jahrhundert                                                         | im Hôpital Sainte-Béatrix (Lage)              | PM88000774    | Classé         | 1968  |                |
| Drei Pillengefäße                                                       | Fayence, 18. Jahrhundert                                                         | im Hôpital Sainte-Béatrix (Lage)              | PM88000776    | Classé         | 1968  |                |
| Drei Pillengefäße                                                       | Fayence, 18. Jahrhundert                                                         | im Hôpital Sainte-Béatrix (Lage)              | PM88000779    | Classé         | 1968  |                |
| 45 Arzneigefäße                                                         | Fayence, 18. Jahrhundert                                                         | im Hôpital Sainte-Béatrix (Lage)              | PM88000782    | Classé         | 1986  |                |
| Gemälde Porträt von Anna Charlotte von Lothringen                       | Ölfarbe auf Leinwand, erste Hälfte des 18. Jahrhunderts                          | im Hôtel de Ville (Lage)                      | PM88000787    | Classé         | 1968  |                |
| Skulptur Ohnmacht Mariens                                               | Stein, 15. Jahrhundert                                                           | im Musée Charles de Bruyère (Lage)            | PM88000793    | Classé         | 1907  |                |
| Monstranz                                                               | Silber, vergoldet, 19. Jahrhundert                                               | in der Stiftskirche St-Pierre (Lage)          | PM88001715    | Inscrit        | 1981  |                |
| Drei Wandgemälde                                                        | aus dem 15. oder 16. Jahrhundert                                                 | in der Stiftskirche St-Pierre (Krypta) (Lage) | PM88000752    | Classé         | 1905  |                |
| Skulptur Sitzende Madonna mit Kind                                      | Stein, 14. Jahrhundert                                                           | in der Stiftskirche St-Pierre (Lage)          | PM88000756    | Classé         | 1911  |                |
| Chorschranke                                                            | Schmiedeeisen, vergoldet, 18. Jahrhundert                                        | in der Stiftskirche St-Pierre (Lage)          | PM88000758    | Classé         | 1968  |                |
| Gemälde Porträt von Anna Charlotte von Lothringen                       | Ölfarbe auf Leinwand, vergoldeter Holzrahmen, 18. Jahrhundert                    | im Hôpital Sainte-Béatrix (Lage)              | PM88000760    | Classé         | 1968  |                |
| Gemälde Porträt von Beatrix Hieronyma von Lothringen                    | Ölfarbe auf Leinwand, vergoldeter Holzrahmen, 18. Jahrhundert                    | im Hôpital Sainte-Béatrix (Lage)              | PM88000761    | Classé         | 1968  |                |
| Gemälde Porträt des Chorherrn F. Andreu                                 | Ölfarbe auf Leinwand, vergoldeter Holzrahmen, 18. Jahrhundert                    | im Hôpital Sainte-Béatrix (Lage)              | PM88000762    | Classé         | 1968  |                |
| 14 Arzneikrüge                                                          | Fayence, 18. Jahrhundert                                                         | im Hôpital Sainte-Béatrix (Lage)              | PM88000770    | Classé         | 1968  |                |
| 52 Arzneigefäße                                                         | Fayence, Anfang des 19. Jahrhunderts                                             | im Hôpital Sainte-Béatrix (Lage)              | PM88000781    | Classé         | 1968  |                |
| Gemälde Porträt von Leopold von Lothringen                              | Ölfarbe auf Leinwand, vergoldeter Holzrahmen, Anfang des 18. Jahrhunderts        | im Hôtel de Ville (Lage)                      | PM88000785    | Classé         | 1968  |                |
| Fragment einer Gemme                                                    | Achat, 11. Jahrhundert                                                           | im Musée Charles de Bruyère (Lage)            | PM88000794    | Classé         | 1909  |                |
| Gemälde Drehleierspieler                                                | Ölfarbe auf Leinwand, zwischen 1625 und 1630, von Georges de la Tour             | im Musée Charles Friry (Lage)                 | PM88000799    | Classé Inscrit | 1974  |                |
| Ziborium                                                                | Silber, vergoldet, 19. Jahrhundert                                               | in der Stiftskirche St-Pierre (Lage)          | PM88001714    | Inscrit        | 1981  |                |
| Skulptur eines Heiligen                                                 | Holz, farbig gefasst, 17. Jahrhundert                                            | in der Stiftskirche St-Pierre (Lage)          | PM88001716    | Inscrit        | 2006  |                |
| Skulptur Heiliger Nikolaus                                              | Marmor, 16. Jahrhundert                                                          | in der Stiftskirche St-Pierre (Lage)          | PM88000750    | Classé         | 1905  |                |
| Zwei Marienkronen                                                       | Silber, vergoldet, Edelsteine, 18. Jahrhundert                                   | in der Stiftskirche St-Pierre (Lage)          | PM88000757    | Classé         | 1964  |                |
| Gemälde Die bereuende Magdalena                                         | Ölfarbe auf Leinwand, vergoldeter Holzrahmen, Anfang des 18. Jahrhunderts        | im Hôpital Sainte-Béatrix (Lage)              | PM88000766    | Classé         | 1968  |                |
| Sieben Arzneigefäße                                                     | Fayence, 18. Jahrhundert                                                         | im Hôpital Sainte-Béatrix (Lage)              | PM88000771    | Classé         | 1968  |                |
| Zehn Arzneigefäße                                                       | Fayence, 18. Jahrhundert                                                         | im Hôpital Sainte-Béatrix (Lage)              | PM88000772    | Classé         | 1968  |                |
| 23 Arzneigefäße                                                         | Fayence, 18. Jahrhundert                                                         | im Hôpital Sainte-Béatrix (Lage)              | PM88000775    | Classé         | 1968  |                |
| Pillendose                                                              | Fayence, 18. Jahrhundert                                                         | im Hôpital Sainte-Béatrix (Lage)              | PM88000780    | Classé         | 1968  |                |
| Gemlde Porträt von Stanislaus Leszczyński                               | Ölfarbe auf Leinwand, vergoldeter Holzrahmen, 18. Jahrhundert                    | im Hôtel de Ville (Lage)                      | PM88000784    | Classé         | 1968  |                |
| Kapitularkreuz                                                          | Gold, Email, 1774                                                                | im Hôtel de Ville (Lage)                      | PM88000789    | Classé         | 1968  |                |
| Büste von Maria Leszczyńska                                             | Marmor, 18. Jahrhundert, vermutlich nach Guillaume Coustou dem Älteren           | im Hôtel de Ville (Lage)                      | PM88000790    | Classé         | 1968  |                |
| Spiegel und Gemälde einer Kapitularin                                   | Ölfarbe auf Leinwand, Spiegelglas, Holz, teilweise vergoldet, 18. Jahrhundert    | im Hôtel de Ville (Lage)                      | PM88000791    | Classé         | 1968  |                |
| Grabstein einer Kanonissin                                              | Stein, 1562                                                                      | im Musée Charles de Bruyère (Lage)            | PM88000792    | Classé         | 1905  |                |
| Armreliquiar der heiligen Klara von Saint-Mont                          | Holz, farbig gefasst und vergoldet, 18. Jahrhundert                              | im Hôpital Sainte-Béatrix (Lage)              | PM88000795    | Classé         | 1975  |                |
| Liturgische Gewänder                                                    | Kasel, Stola, Manipel, Kelchvelum und Bursa; Seide, Metallfaden, 18. Jahrhundert | in der Stiftskirche St-Pierre (Lage)          | PM88000796    | Classé         | 1970  |                |